# Otto Didrik Schack (1758-1809)
 Der er flere personer med dette navn, se Otto Didrik Schack.
Otto Didrik lensgreve Schack (født 10. april 1758 i København, død 18. august 1809 i Itzehoe) var en dansk lensbesidder og officer.
Han var søn af Hans greve Schack og hustru og arvede i 1796 Grevskabet Schackenborg.
Schack blev 1774 kaptajn à la suite i Danske Livregiment, studerede fra 1774 til 1776 på Sorø Akademi, blev 1779 forsat til Falsterske Infanteriregiment, blev 1781 kompagnichef, 1783 kammerherre, 1786 major i Kronborgske Bataljon af Livregimentet, 1787 kommandør for Sjællandske Jægerkorps, 1791 oberstløjtnant, 1803 oberst og samme år (12. juni) hvid ridder og chef for Sjællandske Jægerkorps. Han fik afsked 1808 som generalmajor.
30. juli 1783 ægtede han i Horsens hofdame hos de russiske fyrstelige Amalie Magdalene Christiane Caroline von Krogh (født 11. april 1760, død 31. juli 1830 i Preetz), datter af Caspar Hermann von Krogh og Christiane Ulrikke Lerche. Sønnen Hans greve Schack overtog grevskabet.